# General Custer at the Little Big Horn
General Custer at the Little Big Horn é um filme mudo estadunidense de 1926, dos gêneros drama histórico-bélico-biográfico e faroeste, dirigido por Harry L. Fraser.